# 绑架

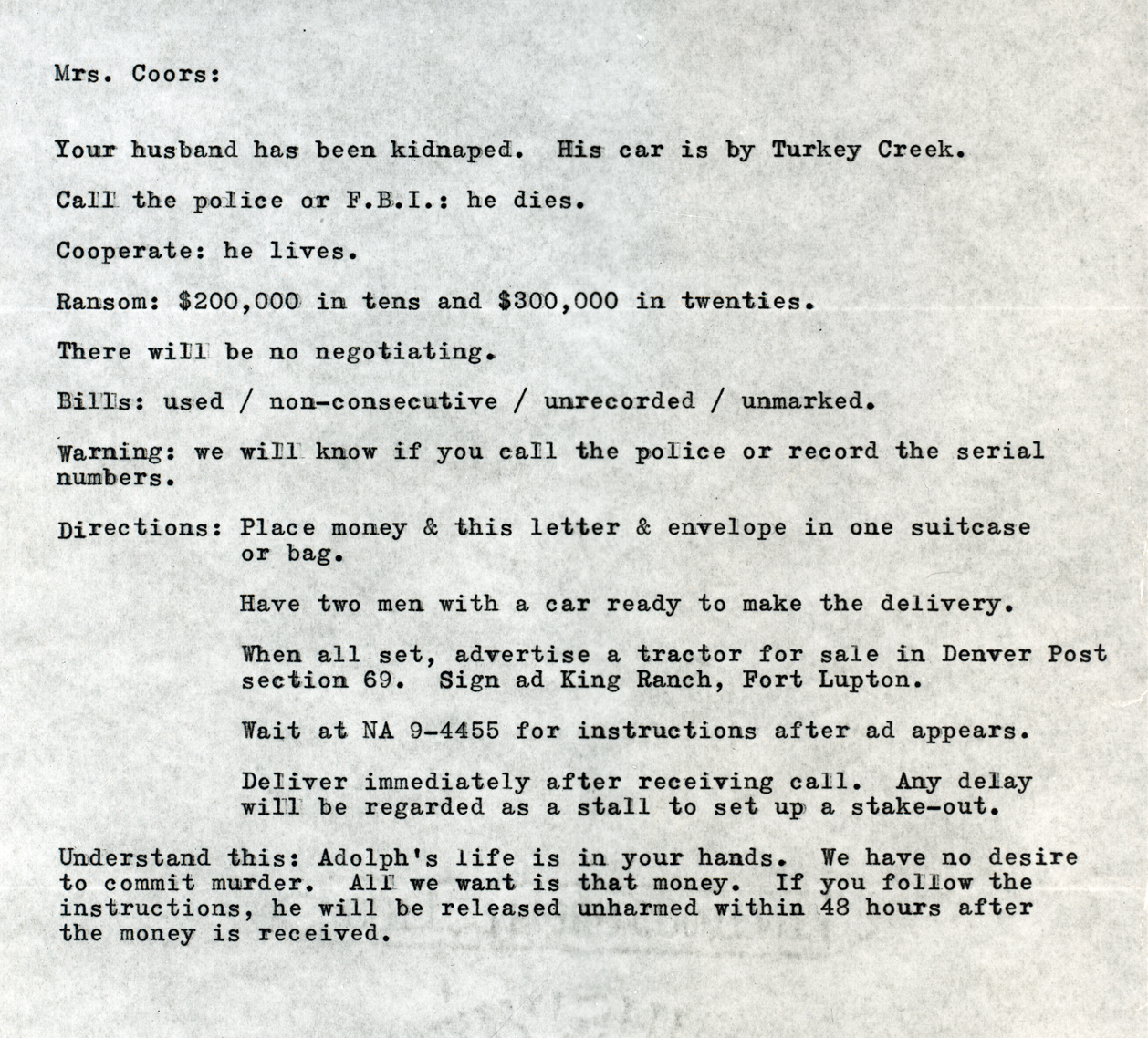
一份綁架勒索文件

綁票亦稱綁架、擄人勒贖，港澳地區俗稱標参，是使用暴力、胁迫或麻醉等方法劫持人質，然後向其家族或相關機構、政府提出金錢或者政治目的等利益要求勒索。被綁架者俗稱為肉參、肉票。綁票者在綁票期間把人質殺害稱為撕票。
被绑架的人質通常會被罪犯用绳索甚至手銬进行捆绑约束，有时候会用胶带封住嘴巴，用布带蒙住眼睛，关押在房屋、汽車甚至山洞中。綁架案件有可能動用到大量警察力量圍捕攻堅，為了引起社會及傳播媒体的注意力，也有可能自導自演綁票來惡作劇，或是藉此來掩飾其他罪行。
由於曾经發生過綁架案件被媒體報導後，綁票者將人質撕票。故媒體得知綁架案件後，在確定人質已獲救或遇害之前，可能不會報導。

## 绑架罪的刑罚

### 中华人民共和国
根據1997年3月14日第八届全国人民代表大会第5次会议修订、同日中华人民共和国主席令第83号公布，自1997年10月1日起施行的《中华人民共和国刑法》第239条，“以勒索财物为目的绑架他人的，或者绑架他人作为人质的，处10年以上有期徒刑或者无期徒刑，并处罚金或者没收财产；致使被绑架人死亡或者杀害被绑架人的，处死刑，并处没收财产。”绑架致人死亡也是《中华人民共和国刑法》中为数不多的法定刑只有死刑的情形之一。
2009年2月28日第11届全国人民代表大会常务委员会第7次会议通过的《中华人民共和国刑法修正案（七）》，《中华人民共和国刑法》第239条加入“情节较轻的，处5年以上10年以下有期徒刑，并处罚金”。

### 香港
在香港，根據香港法例第212章《侵害人身罪條例》第42條，綁架罪的最高刑罰是終身監禁。

### 澳門
《刑法典》第154條（綁架）：

一、存有下列意圖，而以暴力、威脅或詭計綁架他人者，處三年至十年徒刑：
ａ）勒索被害人；
ｂ）犯侵犯被害人性自由或性自決罪；
ｃ）獲得贖金或酬勞；或
ｄ）強迫公共當局或第三人作為或不作為，或強迫其容忍某種活動。
二、如出現第152條第2款所規定之任一情況，行為人處5年至15年徒刑。
三、如因綁架引致被害人死亡，行為人處10年至20年徒刑。
四、如被綁架者未滿16歲，或無能力自我防衛或反抗，則以上各款所規定之刑罰，其最低及最高限度均加重三分之一。
五、第152條第4款之規定，相應適用之。

### 中華民國
《中華民國刑法》民國23年（1934年）10月31日制定、民國24年（1935年）1月1日公布7月1日施行條文的第347條以及第348條明定意圖勒贖而擄人者，最重處死刑，其中撕票的絕對死刑。
《懲治盜匪條例》第2條自從民國32年（1943年）12月30日制定、民國33年4月8日公布，至民國91年（2002年）1月8日立法院廢止、1月30日總統公布廢止，意圖勒贖而擄人者，處死刑（第1項第9款），其未遂犯罰之（第2項），預備犯處五年以下有期徒刑（第3項）。民國79年（1990年）7月19日，司法院大法官在臺灣以《司法院釋字第263號解釋》懲治盜匪條例擄人勒贖唯一死刑之規定不違憲。
《中華民國刑法》民國91年（2002年）1月8日立法院修正、1月30日總統修正公布條文，修正第347條第2項（「因而致人於死者」及「致重傷者」，分別處罰，不再同等處死刑或無期徒刑）、第5項（未經取贖而釋放被害人者，減輕其刑；取贖後而釋放被害人者，得減輕其刑）、第348條（撕票處死刑或無期徒刑，不再絕對死刑），以及增訂第348條之1（擄人後意圖勒贖者，以意圖勒贖而擄人論）。
《中華民國刑法》民國103年（2014年）5月30日立法院修正、6月18日總統修正公布條文，修正第347條第一項以及第二項，使得意圖勒贖而擄人，尚未因而致人於死者，最重處無期徒刑，不再處死刑。

## 美国
美国《模范刑法典》第212.1条规定行为人具有下列目的，非法的将他人从其居住地或者营业场所掳走，或者非法将他从其所在地扣留在相当拘留之外的地方，或者将他人非法拘禁在隔离场所持续相当长的时间的：(c)为了对被害人或者他人施加身体伤害或者恐吓被害人或者他人，构成绑架罪。该(c)种情况为普通绑架罪，又叫二级绑架罪。
二级绑架罪并不限定勒索钱财或作为人质的目的。

## 案例

### 在現實中的綁架案
- 捉伕
- 李泽钜绑架案
- 金大中绑架事件
- 阿道夫·艾希曼
- 李奧波德與勒伯案
- 王德輝案
- 三狼案
- 陸正案
- 白曉燕命案
- 朝鮮綁架日本人問題
- 馬尼拉人質事件
- 金鮮一
- 施家金命案
- 羅君兒綁架案
- 章莹颖绑架谋杀案
- 東南亞跨國人口販賣
- 以色列—哈馬斯戰爭

### 在虛構作品
- 三狼奇案（Sentence to Hang）、1989年香港電影
- 綁票追緝令（英语：Ransom (1996 film)）（Ransom）、1996年美國電影
- 寒戰（Cold War）、2012年香港電影（主要説明一辆冲锋车及车内5名警務人员和武器裝備一起失蹤）
- 衝鋒車（Two Thumbs Up）、2015年香港電影（其中三幕主要關於：
  1. 兩名強姦男綁架一名雪糕妹並準備強姦，結果被扮警察搶劫的盧西發等人阻止，並被他們脫光縛在欄杆上，再被徐安良等人拘捕。
  2. 一位小女孩被人口販子綁架，但因悍匪殺害了人販子才得以從人口販子手中逃脫，被盧西發救下，再由雪糕妹帶回警局。
  3. 搶劫期間，悍匪女友和杜公子因為上錯警車離開，導致悍匪和盧西發等人出現互相挾持對方。）
- 拆彈專家（Shock Wave）、2017年香港電影(其中炸毀紅磡海底隧道一幕，隧道內的幾百輛車被困，車內的數百人被挾持。)
- 夜光（A Light in the Dark）、2018年電腦遊戲